# Staro Selo (Kalesija, BiH)
Staro Selo je naseljeno mjesto u sastavu općine Osmaka, Republika Srpska, BiH.

## Stanovništvo
| Staro Selo         |       |
| godina popisa      | 1991. |
| Srbi               | 8     |
| Muslimani          | 148   |
| Hrvati             |       |
| Jugoslaveni        | 3     |
| ostali i nepoznato | 131   |
| ukupno             | 290   |